# Compagnie parisienne de distribution d'électricité

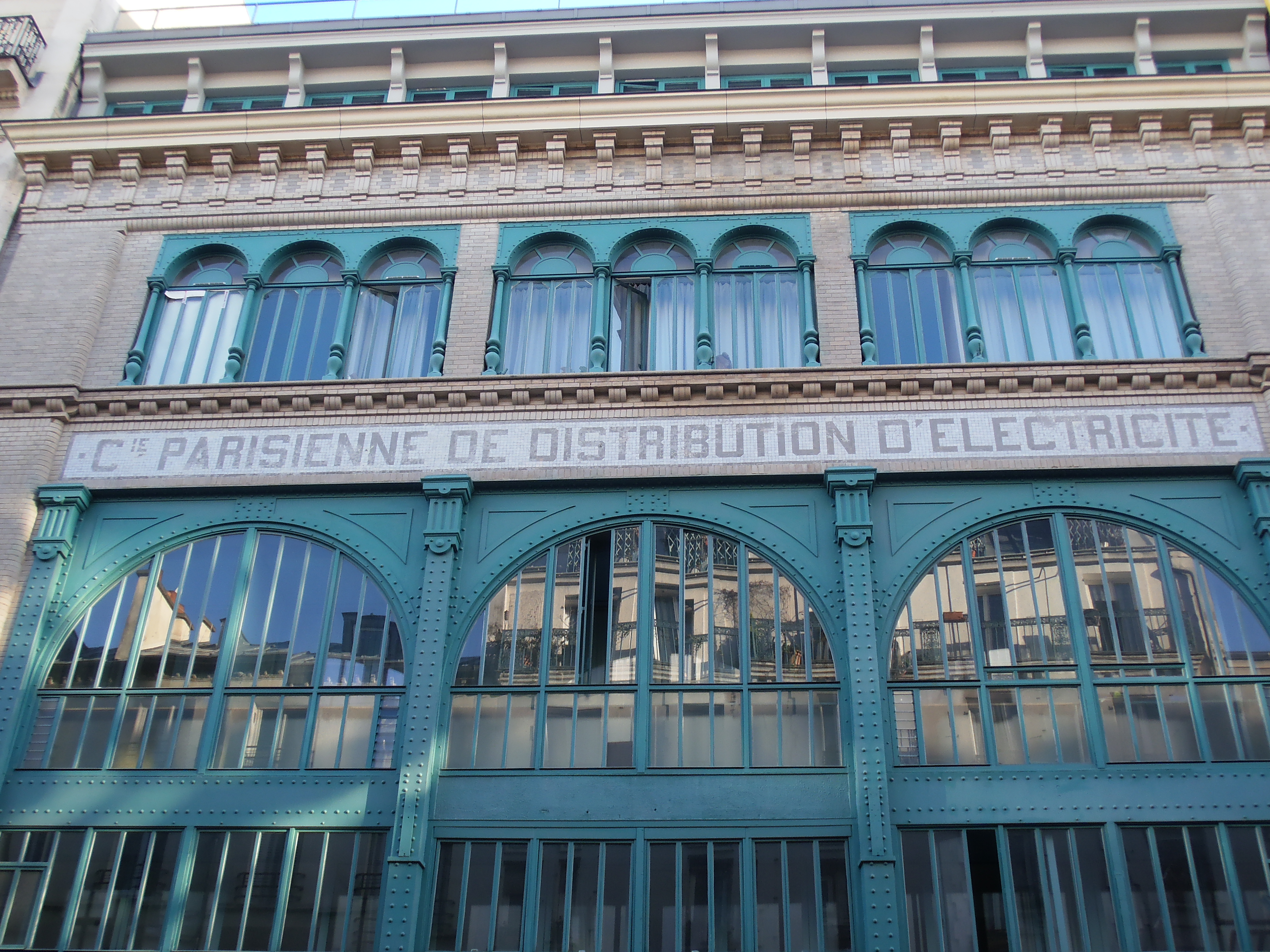
Ancien immeuble de la Compagnie Parisienne de distribution d'électricité en 2013.

La Compagnie parisienne de distribution d’électricité (CPDE), appelée aussi « l’Union des Secteurs », était un groupe privé de production d'électricité en France fondé en 1907, à la suite d'une nouvelle loi de régulation, qui a récupéré l’essentiel de l’exploitation électrique de la capitale l’année suivante.

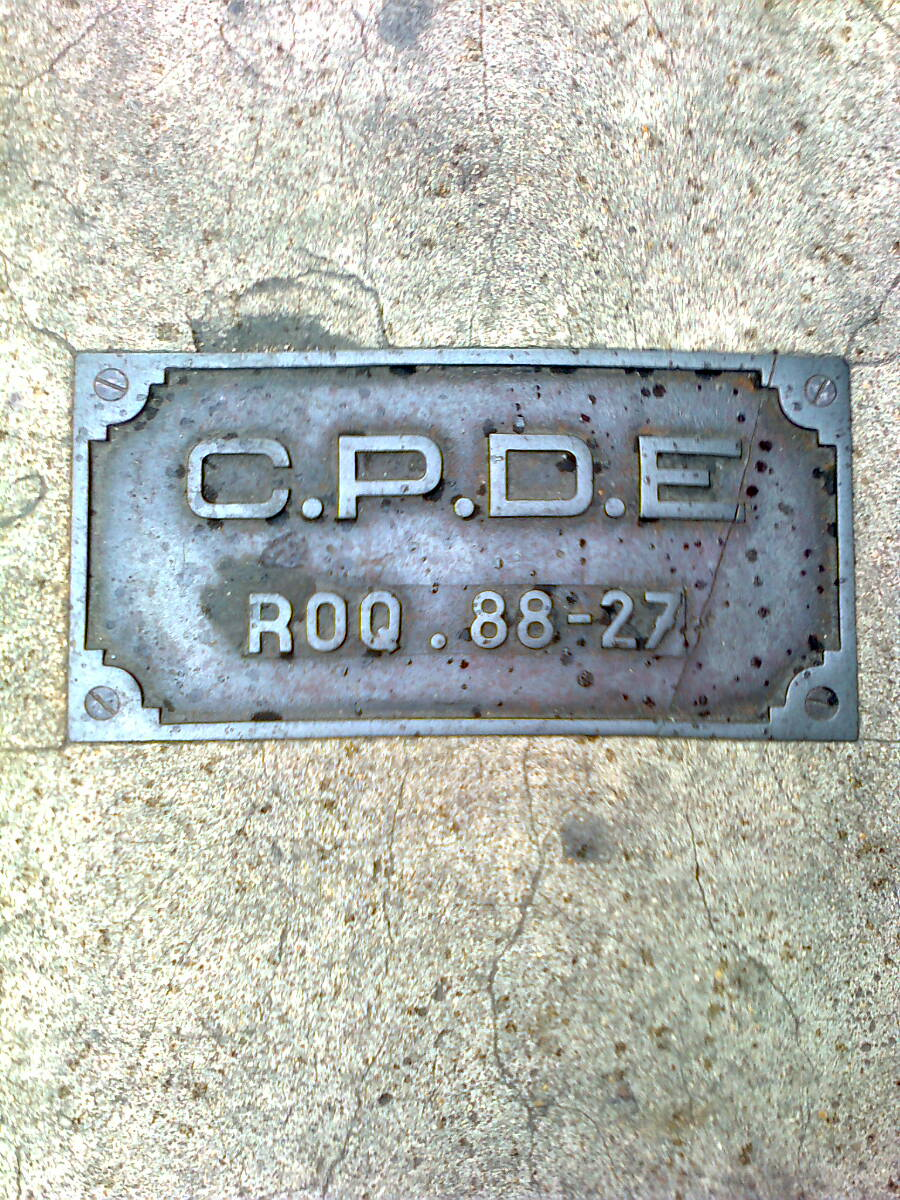
Plaque de trottoir - 42 rue Bréguet (Paris - 11e).

## Histoire
Créé en 1907, et titulaire d'une concession légale en 1913, le groupe CPDE est un consortium de six sociétés de distribution d’électricité, organisées par secteurs en région parisienne. La CPDE prend la forme d’un groupement au capital de 100 millions de francs, coté en Bourse de Paris dès 1908, et dirigé par Émile Richemond, directeur de Continental Edison, régent de la Banque de France, président de Weyher et Richemond (de) et du Tribunal de commerce de Paris.
En 1888, le Conseil municipal de la Ville de Paris, dans la perspective de l’Exposition Universelle de 1889 et sous la pression de l’opinion publique, avait décidé la création d’un réseau de distribution d’électricité, divisé en six secteurs concédés à six sociétés. L'une d'elles était, par exemple, la Société électrique du secteur de la place Clichy, fondée dès 1888. 
Ces six sociétés ont assuré l’exploitation jusqu'en 1908, date à laquelle elle est transférée à « l’Union des Secteurs », l'objectif étant d'unifier le réseau, pour optimiser les coûts de production et de transport de l’électricité.  
En 1910, la compagnie entame la construction de l'usine électrique de Saint-Ouen sur des parcelles encore cultivées. Après une convention municipale de sept ans, le 31 décembre 1913, la distribution d’électricité est officiellement confiée par la Ville de Paris à la Compagnie parisienne de distribution d'électricité (CPDE), concession qui restera valable jusqu'à la nationalisation. L'Union d'électricité et la Compagnie Parisienne de Distribution d'Electricité avaient des administrateurs communs dans les années 1920, la première étant présente au capital de la seconde. 
En 1921, elle s’allient pour recevoir du courant d’un grand barrage hydroélectrique capable d’alimenter Paris, en créant une société spécialisée pour l'exploiter. La croissance est en effet très forte : en 1929, le plus gros client de la CPDE, l'entreprise Citroën, consomme à lui seul l'équivalent de l'agglomération parisienne en 1917. La société voit le développement de syndicats de salariés très revendicatifs et en 1945 elle est l’un des pivots de la création d'EDF.

## Personnalités
- Marcel Roche (1890-1959), artiste peintre, conseiller artistique de la Compagnie parisienne de distribution d'électricité dans les années 1930 et à ce titre mandaté par elle pour l'organisation du Salon de la Lumière qui réunissait annuellement des décorateurs, des architectes et des artistes[4].